# Smeđi kivi
Smeđi kivi (lat. Apteryx mantelli) je vrsta ptice iz reda nojevki.
Endem je Novog Zelanda. Živi diljem Sjevernog otoka, blizu sjevernih zemalja, u Comorandelu, istočnom Sjevernom otoku, otocima Aroha, Little Barrier, Kawau i Ponui, te regiji Whanganui. Pokazao je zavidnu otpornost. Živi u tropskim, subtropskim i umjerenim šumama.
Ženke su visoke oko 40 centimetara, a teške su oko 2.8 kilograma. Mužjaci su teški 2.2 kilograma. Perje je prošarano crveno-smeđim prugama.
Kao i svi kiviji, hrani se beskralježnjacima. Gnijezdi se 2-3 puta godišnje, i svaki put se u gnijezdu nalaze 2 jaja. Ptići samostalni postaju tjedan dana nakon izlaska iz gnijezda. Od tada se potpuno sami brinu za sebe.

## Vanjske poveznice
|  | Zajednički poslužitelj ima stranicu o temi Apteryx mantelli    |
|  | Zajednički poslužitelj ima još gradiva o temi Apteryx mantelli |
|  | Wikivrste imaju podatke o taksonu Apteryx mantelli             |